# Ælfhelm
Vous lisez un « bon article » labellisé en 2024.
Ælfhelm est un noble anglais mort en 1006. Il est ealdorman de Northumbrie (en réalité, seulement de la région autour d'York) sous le règne d'Æthelred le Malavisé, de 994 au plus tôt jusqu'à sa mort.
Issu d'une puissante famille de Mercie, Ælfhelm est principalement connu par les chartes sur lesquelles il a témoigné, ainsi que par le testament de son frère Wulfric Spot. Le chroniqueur du XIIe siècle Jean de Worcester rapporte qu'il est tué à l'instigation de l'ealdorman mercien Eadric Streona, apparemment avec l'assentiment du roi. Ses fils Wulfheah et Ufegeat subissent quant à eux le supplice de l'aveuglement. En revanche, sa fille Ælfgifu est épargnée. Elle devient quelques années plus tard l'épouse du futur roi de Danemark et d'Angleterre Knut le Grand.

## Biographie

### Origines
Ælfhelm est le fils de Wulfrun, une riche aristocrate de Mercie. Le nom de son père est inconnu, mais il semble avoir été de rang moindre, car le frère d'Ælfhelm, Wulfric Spot, est décrit comme « fils de Wulfrun », ce qui implique que son statut lui vient de sa mère plutôt que de son père. La fratrie d'Ælfhelm comprend également une sœur, Ælfthryth, morte avant 994.
Le cœur des domaines de Wulfrun se trouve dans le Staffordshire. Elle est plus particulièrement associée aux villes de Tamworth, où elle est prise en otage par le chef viking Olaf Gothfrithson en 940, et de Wolverhampton, où elle fonde une abbaye dédiée à la Vierge Marie. Le nom même de Wolverhampton fait référence à Wulfrun.

### Ealdorman
Ælfhelm commence à apparaître sur les chartes du roi Æthelred le Malavisé avec le titre de dux, équivalent latin de l'anglais ealdorman, en 994. En raison de l'existence de plusieurs individus portant le même nom, il est impossible de retracer avec certitude sa carrière avant cette date. L'historien Simon Keynes propose de l'identifier au minster (thegn) Ælfhelm qui témoigne sur plusieurs chartes entre 982 et 990. D'autres chartes encore antérieures portent la mention d'un thegn Ælfhelm dès le règne d'Edgar le Pacifique (959-975).

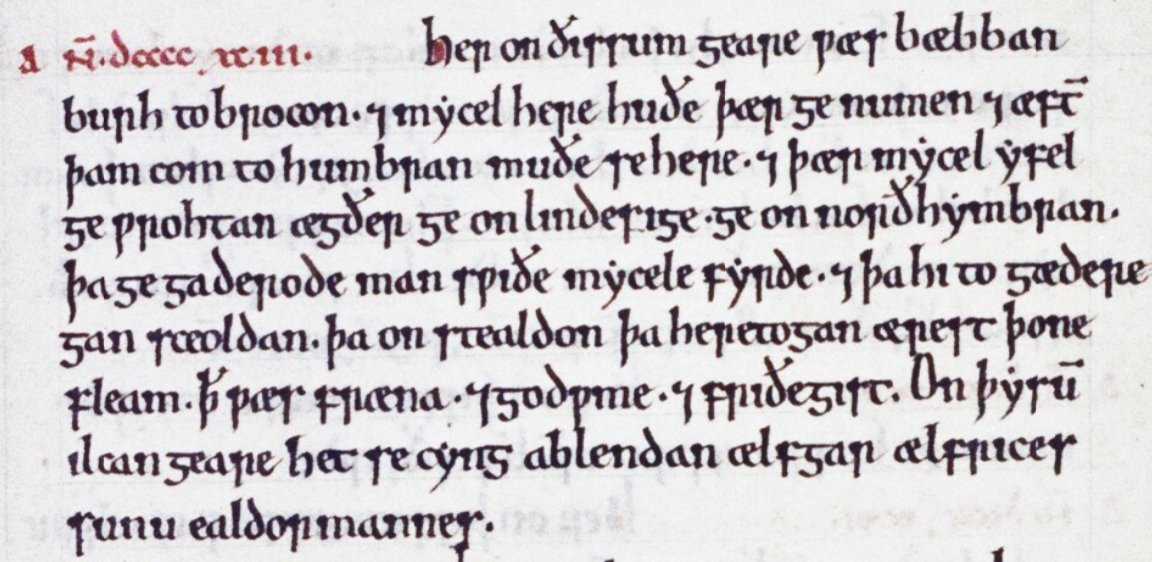
L'entrée pour l'année 993 de la Chronique de Peterborough.

Si c'est effectivement en 994 qu'Ælfhelm est devenu ealdorman, sa promotion pourrait être une réaction au raid viking qui s'est déroulé en Northumbrie en 993. La Chronique anglo-saxonne rapporte que Bamburgh est pillée par les envahisseurs et que l'armée anglaise levée pour les affronter préfère prendre la fuite :

« Cette année-là, Bamburgh fut brisée et un grand butin de guerre y fut pris. Et après cela, l'armée pilleuse arriva à l'embouchure du Humber et y causa de grands dégâts. Alors une grande armée fut assemblée ; et alors qu'ils devaient aller combattre, les chefs furent les premiers à donner l'exemple en fuyant : il s'agissait de Fræna, Godwine et Frithugist. »

Pour l'historien Richard Fletcher, l'ealdorman Thored, qui disparaît des sources vers cette date, aurait été dépouillé de son titre par le roi Æthelred pour n'avoir pas su repousser les Vikings. Un autre historien, William Kapelle, suggère que l'ascendance norroise de Thored pourrait être la véritable raison de son renvoi. Le chroniqueur du XIIe siècle Jean de Worcester précise que les trois chefs de l'armée anglaise ont fui parce qu'ils étaient d'ascendance danoise du côté de leur père.

### Le testament de Wulfric Spot
Le frère d'Ælfhelm, Wulfric Spot, a laissé un testament en vieil anglais qui offre un certain nombre d'informations sur l'ealdorman, comme les noms de ses deux fils : Wulfheah et Ufegeat. Établi entre 1002 et 1004, ce texte subsiste dans un manuscrit du XIIe siècle.
Wulfric lègue à son frère Ælfhelm et à son neveu Wulfheah des terres « entre la Ribble et la Mersey et dans le Wirral », à condition qu'ils versent à l'abbaye de Burton (fondée par Wulfric) 3 000 aloses durant la saison de pêche de ce poisson. Ælfhelm reçoit également les domaines de Rolleston (Staffordshire), Harlaston (Staffordshire) et Conisbrough (Yorkshire), ce dernier à condition qu'il reverse à Burton un tiers des poissons qui y sont pêchés. Wulfheah reçoit aussi les domaines de Barlaston (Staffordshire), Marchington (Staffordshire) et Alvaston (Derbyshire), tandis que son frère Ufegeat reçoit Norton (Derbyshire) « dans l'espoir qu'il sera un meilleur ami et soutien du monastère [de Burton] ». Wulfric demande en outre à Ælfhelm de protéger l'abbaye de Burton et les possessions de sa propre fille, dont le nom n'est pas cité,.

### Mort et postérité
La Chronique anglo-saxonne enregistre de manière laconique la mort d'Ælfhelm en 1006 :

« Cette année-là, l'archevêque Ælfric mourut et l'évêque Ælfheah lui succéda sur le siège archiépiscopal. Et l'évêque Beorhtwold accéda à l'autorité dans le Wiltshire ; et Wulfgeat fut dépouillé de toutes ses terres ; et Wulfheah et Ufegeat furent aveuglés et l'ealdorman Ælfhelm tué ; et l'évêque Cenwulf mourut. »

Jean de Worcester offre un récit plus détaillé des circonstances de la mort d'Ælfhelm. Il accuse l'ealdorman mercien Eadric Streona de lui avoir tendu une embuscade après l'avoir invité à une grande fête à Shrewsbury. Le meurtre aurait été perpétré par un boucher nommé Godwine Porthund, à qui Eadric Streona aurait promis une forte récompense. Jean de Worcester précise encore que les fils d'Ælfhelm, Wulfheah et Ufegeat, auraient été aveuglés peu après à Cookham, dans le Berkshire, sur ordre du roi Æthelred. Les Annales Cambriae, source d'origine galloise, gardent également la trace de la mutilation des fils d'Ælfhelm, sans doute parce que leur oncle Wulfric Spot leur a légué des terres à la frontière du pays de Galles.
La source de Jean de Worcester est vraisemblablement une saga consacrée à Eadric Streona ou une chronique du règne d'Æthelred, source perdue dont on retrouve cependant des traces d'utilisation dans d'autres chroniques des XIe et XIIe siècles. William Kapelle considère que le meurtre d'Ælfhelm, commis avec l'assentiment tacite du roi, est d'abord motivé par des doutes sur sa loyauté dans le contexte des invasions vikings. Pour Simon Keynes, il s'inscrit dans le cadre d'une véritable « révolution de palais », qui voit l'élimination ou la disparition d'autres membres de l'entourage du roi, comme l'ealdorman Wulfgeat mentionné par la Chronique, mais aussi Ordulf, l'oncle maternel du roi, ou l'ealdorman Æthelmær Cild.
Le successeur d'Ælfhelm à York semble être Uchtred le Hardi, fils de l'ealdorman de Bamburgh Waltheof. C'est la première fois depuis des décennies que les deux moitiés de l'ancien royaume de Northumbrie sont réunies sous le même ealdorman. D'après la chronique De obsessione Dunelmi, Uchtred est titré ealdorman de Bamburgh et d'York après avoir défait une invasion écossaise,.
Outre ses deux fils, Ælfhelm a aussi une fille, Ælfgifu, dont la mère s'appelle Wulfrun. Elle est dite « de Northampton », ce qui confirme l'ancrage territorial d'Ælfhelm dans l'est du Danelaw. Elle se marie entre 1013 et 1016 avec le Danois Knut le Grand, qui devient roi d'Angleterre en 1016. Ælfhelm est ainsi le grand-père maternel du roi Harold Pied-de-Lièvre, fils et successeur de Knut qui règne sur l'Angleterre de 1035 à 1040.

## Arbre généalogique
- Wulfrun
  - Wulfric Spot (mort entre 1002 et 1004)
    - une fille

  - Ælfhelm (mort en 1006), ealdorman de Northumbrie
    - Wulfheah (aveuglé en 1006)
    - Ufegeat (aveuglé en 1006)
    - Ælfgifu (morte après 1036), épouse du roi Knut le Grand
      - Harold Pied-de-Lièvre (mort en 1040), roi d'Angleterre
      - Sven Knutsson (mort en 1036), roi de Norvège

  - Ælfthryth
    - Ealdgyth, épouse du thegn Morcar

### Sources primaires
- (en) Michael Swanton (trad.), The Anglo-Saxon Chronicle, New York, Routledge, 1996 (ISBN 0-415-92129-5).
- (en) Dorothy Whitelock (éd.), English Historical Documents v. 1 c. 500–1042, Eyre & Spottiswoode, 1979 (ISBN 0-19-520101-9).

### Sources secondaires
- (en) Stephen Baxter, The Earls of Mercia : Lordship and Power in Late Anglo-Saxon England, Oxford, Oxford University Press, 2007 (ISBN 978-0-19-923098-3).
- (en) Elizabeth Boyle, « A Welsh Record of an Anglo-Saxon Political Mutilation », Anglo-Saxon England, vol. 35,‎ 2006 (DOI 10.1017/S0263675106000111).
- (en) Richard Fletcher, Bloodfeud : Murder and Revenge in Anglo-Saxon England, Londres, Penguin Books, 2003 (ISBN 0-14-028692-6).
- (en) William E. Kapelle, The Norman Conquest of the North : The Region and Its Transformation, Londres, Croom Helm, 1979 (ISBN 0-7099-0040-6).
- (en) Simon Keynes, An Atlas of Attestations in Anglo-Saxon Charters, c. 670–1066, Department of Anglo-Saxon, Norse, and Celtic, University of Cambridge, 1998 (OCLC 41975443).
- (en) Simon Keynes, « An Abbot, an Archbishop, and the Viking Raids of 1006–7 and 1009–12 », Anglo-Saxon England, vol. 36,‎ 2007 (DOI 10.1017/S0263675107000075).
- Christopher J. Morris, « Marriage and Murder in Eleventh-century Northumbria: A Study of 'De Obsessiones Dunelmi' », Borthwick Papers, York, Borthwick Institute of Historical Research, University of York, no 82,‎ 1992 (ISSN 0524-0913).
- (en) David Rollason, Northumbria, 500—1100 : Creation and Destruction of a Kingdom, Cambridge, Cambridge University Press, 2003 (ISBN 0-521-04102-3).
- (en) Pauline Stafford, « Ælfgifu [Ælfgifu of Northampton] (fl. 1006–1036) », dans Oxford Dictionary of National Biography, Oxford University Press, 2004 (lire en ligne ).
- (en) Ann Williams, Alfred P. Smyth et D. P. Kirby, A Biographical Dictionary of Dark Age Britain : England, Scotland and Wales, c.500–c.1050, Londres, Seaby, 1991 (ISBN 1-85264-047-2).